# 101号美国国道华盛顿州段
101号美国国道（英語：U.S. Route 101）华盛顿州段是华盛顿州一条南北方向的美国国道。全长365.55英里。